# Mohamed Uld Amar
Mohamed Uld Amar (31 de diciembre de 1965, Kiffa) es un político de Mauritania.

## Biografía
Formado en Ciencias Económicas en la Universidad de Nuakchot y doctorado en la Universidad de Orán, Argelia. De 1999 a 2003 fue responsable del Centro de Estudios y Recursos Económicos de la Universidad de Nuakchot, donde ejerció también como profesor. 
En mayo de 2008 fue designado Ministro de Cultura y Comunicación y, en julio del mismo año, Ministro de Educación Nacional. Dimitió como Ministro en funciones, junto a otros ocho miembros del gabinete, como protesta por el golpe de Estado de agosto de ese mismo año, encabezado por Mohamed Uld Abdelaziz contra el presidente Sidi Ould Cheikh Abdallahi y el primer ministro Yahya Ould Ahmed Waghf.